# Hallaçlar, Banaz
Hallaçlar là một xã thuộc huyện Banaz, tỉnh Uşak, Thổ Nhĩ Kỳ. Dân số thời điểm năm 2010 là 343 người.